# Parque nacional del Desierto
El parque nacional del Desierto, se encuentra ubicado en el estado de Rajasthan, India, al oeste y cerca de la ciudad de Jaisalmer. Este es uno de los parques nacionales más grandes de la India, cubriendo un área de 3162 km². El parque nacional del Desierto es un ejemplo excelente del ecosistema del desierto de Thar. 
El 26 de mayo de 2009 el «Parque nacional del Desierto» fue inscrito en la Lista Indicativa de la India —paso previo a ser declarado Patrimonio de la Humanidad—, en la categoría de bien natural (n.º. ref 5448).

## Flora
El desierto de Thar, a menudo llamado «océano de arena», se extiende por una amplia zona del oeste de Rayastán. El frágil ecosistema de Thar sostiene una vida fauna única y variada. En este vasto océano de arenas se encuentra en parque nacional del Desierto.
La paisaje principal incluye rocas escarpadas y fondos de lagos de sal compactos, así como áreas intermedias y dunas, tanto fijas como móviles. Alrededor del 20% de la vasta extensión se encuentra cubierta de dunas de arena. 
La vegetación es escasa, y se pueden ver parches de hierba "sewan" (Lasiurus scindicus) y el arbusto "aak" (Calotropis procera). Hay árboles como el llamado localmente "ronj" (Vachellia leucophloea) y ciruela india. 

## Fauna

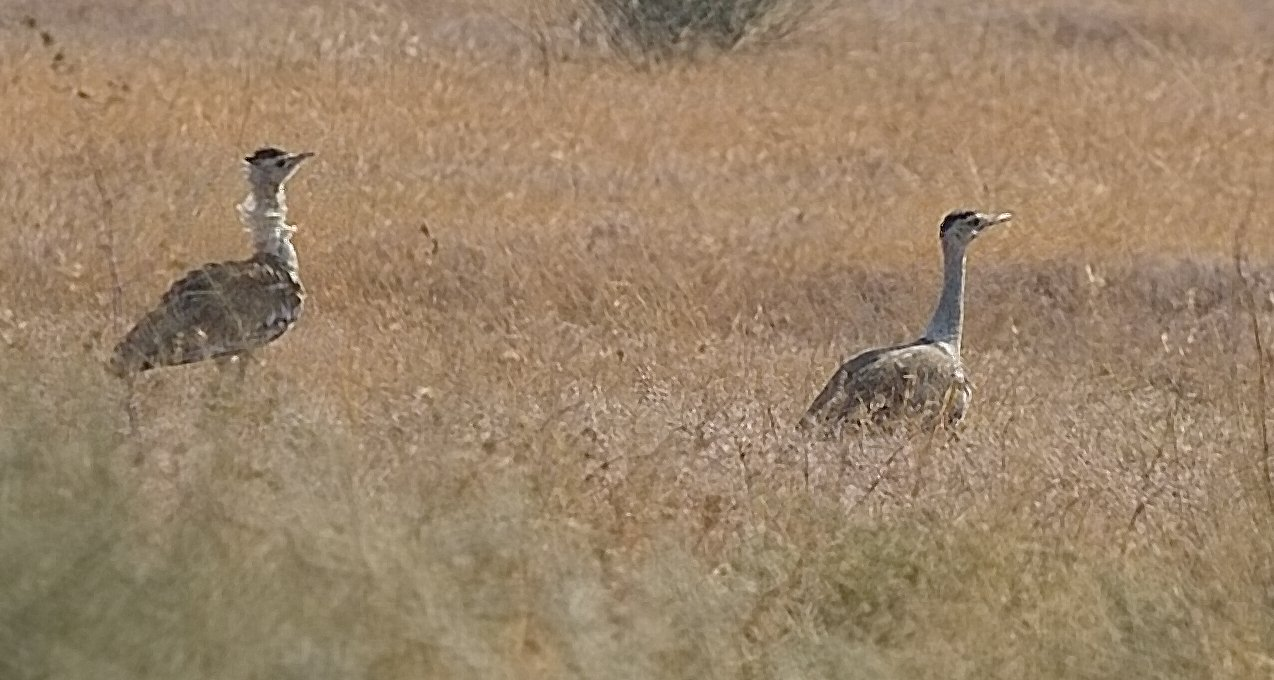
Dos avutardas indias en el P. N. del Desierto.

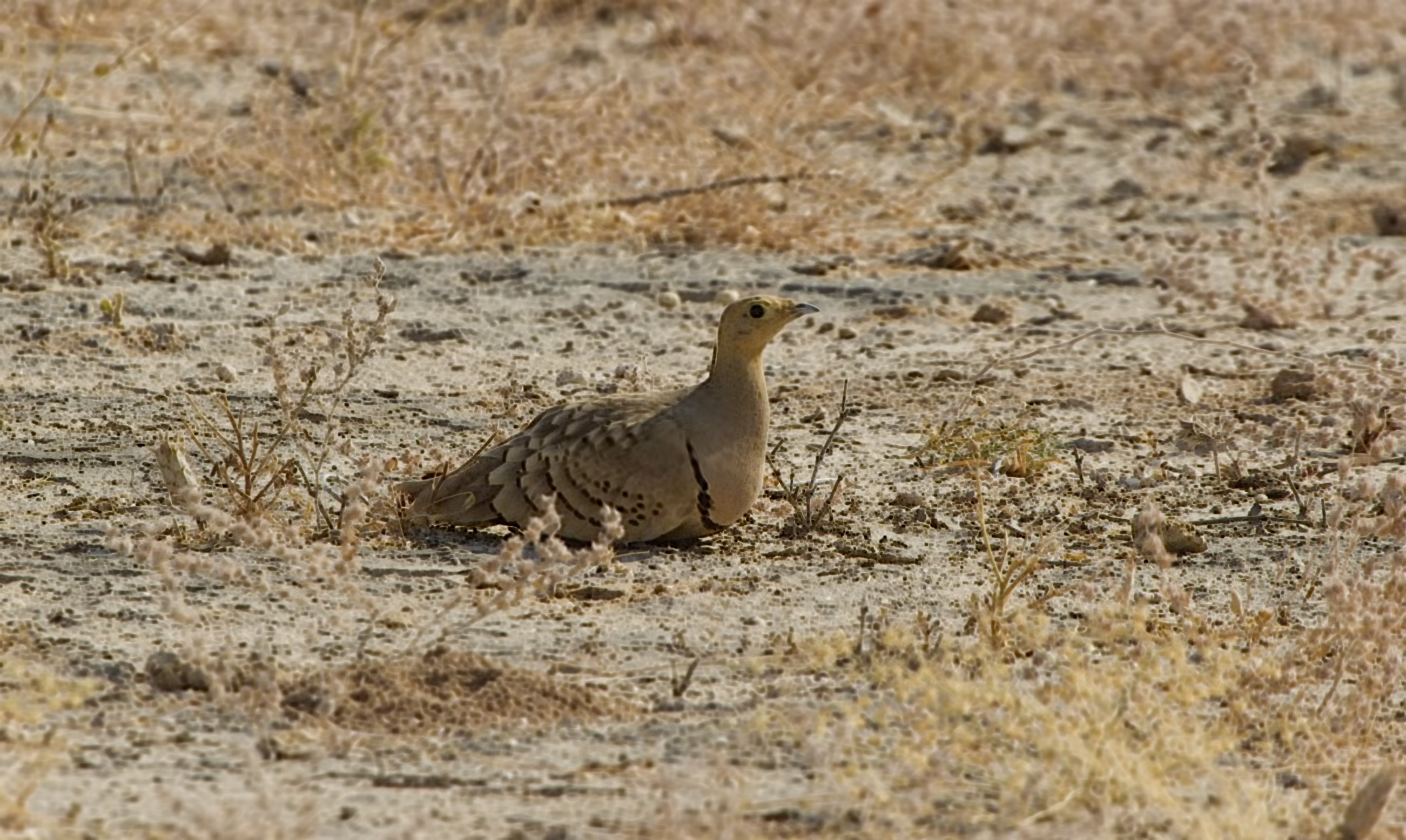
Una ganga moruna macho en el P. N. del Desierto.

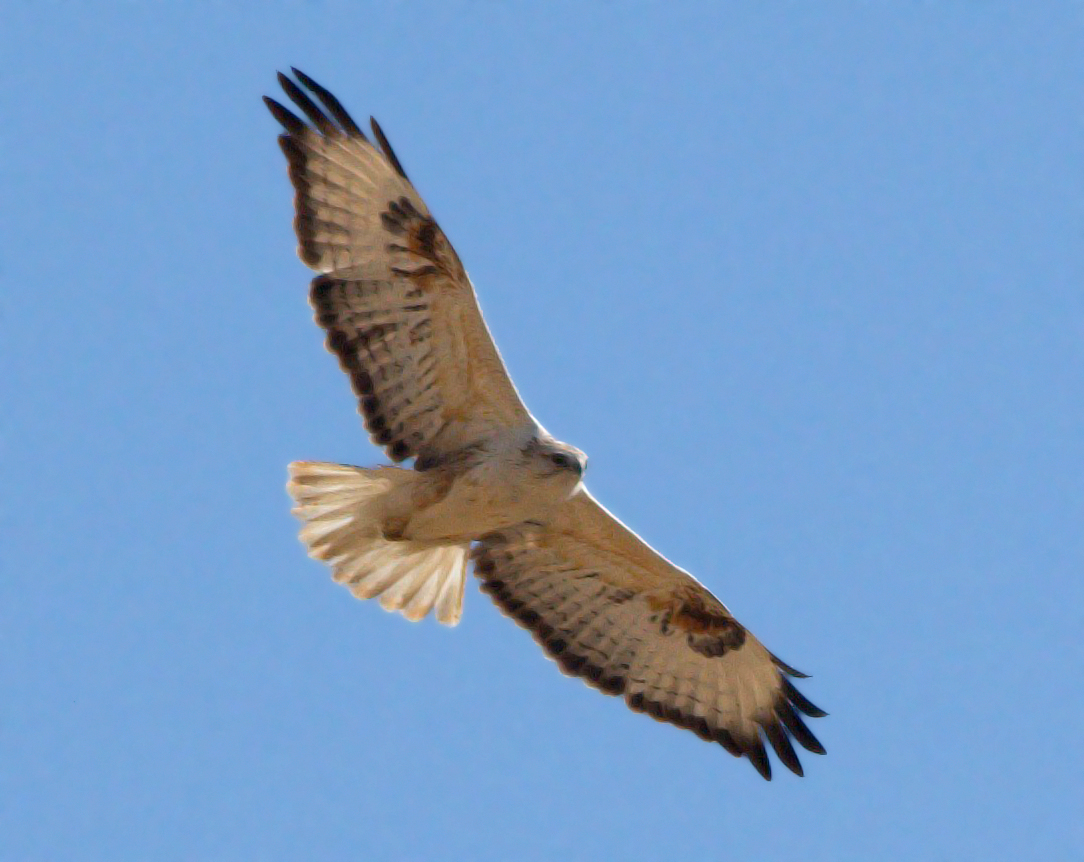
Un ratonero o busardo moro volando sobre el P. N. del Desierto.

El sasin es un tipo de antílope común en esta región. Otros mamíferos que se pueden encontrar aquí son: fénec o zorro del desierto, zorro de Bengala, gato salvaje asiático, lobo indio, erizos, y chinkara o gacela india.
La región es refugio para las aves migratorias y las residentes propias del desierto. La ornitología de este hábitat arenoso es vívido y espectacular. Se ven habitualmente aves como gangas, perdices, abejarucos, alondras y alcaudones. En el invierno, se ve aumentado con especies como la grulla damisela y la hubara de MacQueen.
Quizás la mayor atracción del parque sean las avutardas indias, una especie en peligro que se encuentra sólo en la India. El parque nacional del Desierto es uno de los últimos lugares en los que se pueden encontrar estas aves en un número importante. Como tal la especie atrae a miles de ornitólogos de todo el mundo. Además, de estas avutardas, el parque mantiene una variedad de otras aves de interés para los aficionados y los conservacionistas. Entre las aves de presa se encuentran muchas águilas, como el águila rapaz y el águila esteparia; ratonero o busardo moro y abejero oriental, y halcones. El urogallo de arena habita cerca de pequeñas charcas o lagos. 
Por lo demás, también se encuentran reptiles: lagartos Uromastyx, varano, ofidios del género Echis, víbora de Russel y krait común.

## Turismo
El tiempo más conveniente para visitar el área está entre los meses de noviembre y enero. También es recomendable llevar agua y comida.